# Manfred Wirth (Fußballspieler, 1947)
Manfred Wirth (* 5. August 1947) ist ein ehemaliger deutscher Fußballspieler.

## Karriere
Manfred Wirth spielte während seiner Profikarriere für Eintracht Frankfurt und den SV Darmstadt 98. Für die Frankfurter wurde er in neun Bundesligaspielen in der Saison 1970/71 eingesetzt. Es gelang ihm nie, sich einen Platz in der ersten Mannschaft zu erkämpfen, weshalb er nur selten zum Einsatz kam. Zwischen 1971 und 1974 stand er bei der SV Darmstadt 98 in der Regionalliga Süd unter Vertrag, für die er 64 Regionalligaspiele bestritt.